# 楸叶泡桐
楸叶泡桐（学名：Paulownia catalpifolia）是玄参科泡桐属的植物，是中国的特有植物。分布于中国大陆的河南、山西、山东、河北、陕西等地，一般生于山地丘陵或较干旱寒冷地区，目前尚未由人工引种栽培。

## 别名
山东泡桐、无籽泡桐（河北） 小叶泡桐（河南）